# تمير لامع
تمير لامع يسمى أيضا  أبو الزهور اللامع، تمير حبشي (الاسم العلمي: Nectarinia  habessinica) وأيضا (الاسم العلمي: Cinnyris habessinicus) (بالإنجليزية: Shining  Sunbird)‏ هو طائر ينتمي إلى تمير (فصيلة: Nectariniidae).